# Șilingul forțelor aliate
Șilingul forțelor aliate (în germană: Alliierter Militärschilling) a fost moneda de ocupație introdusă în Austria de către forțele aliate care ocupau țara în urma eliberării țării de sub jugul nazist la sfârșitul celui de-al Doilea Război Mondial. Această monedă a fost utilizată în paralel cu Reichsmark, moneda Germaniei naziste care controla până atunci țara, până când cele două monede au fost înlocuite de noul șiling austriac.

## Istorie
La sfârșitul celui de-al Doilea Război Mondial, trupele aliate au ocupat Austria. Două tipuri de monede erau în circulație: Reichsmark și șilingul forțelor aliate.
La 3 iulie 1945, a fost restabilită situația Băncii Naționale a Austriei (în germană Österreichische Nationalbank), iar după 5 luni a fost emisă o lege (Schillingsvertrag), care impunea schimbul monedelor Reichsmark și șilingii forțelor aliate în șilingi austrieci, la paritatea de 1 la 1. Șilingul austriac a devenit astfel moneda unică legală în Austria.
Politica monetară urmată și stabilizarea monedei austriece au permis fixarea unei rate de schimb de 26 de șilingi austrieci pentru un dolar american, în 1953.

## Galerie de imagini

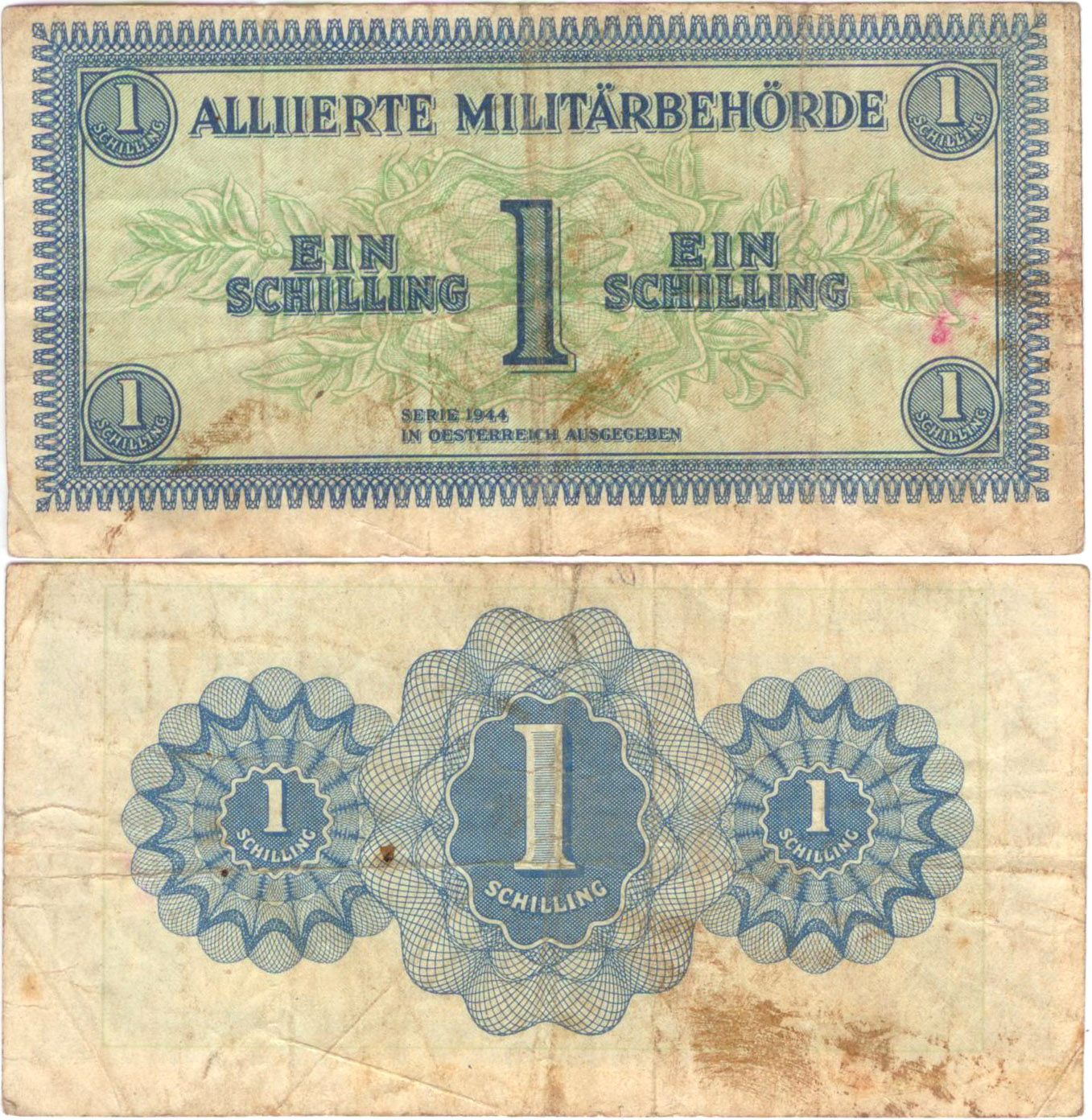
Bancnotă cu valoarea nominală de 1 șiling, emisă de forțele aliate